# Ataques aéreos de diciembre de 2019 en Irak y Siria
El 29 de diciembre de 2019, Estados Unidos llevó a cabo ataques aéreos contra los depósitos de armas y los centros de comando de Kataeb Hezbolá en Irak y Siria, al parecer mataron al menos a 25 milicianos e hirieron a 55 más. El Departamento de Defensa de Estados Unidos dijo que la operación fue en represalia por los repetidos ataques contra las bases militares iraquíes que albergan las fuerzas de coalición de la Operación Resolución Inherente (OIR), particularmente el ataque del 27 de diciembre de 2019 contra una base aérea de Kirkuk que dejó un contratista civil estadounidense muerto.
Kataeb Hezbolá negó cualquier responsabilidad por los ataques. Los ataques aéreos unilaterales estadounidenses fueron condenados por el gobierno iraquí, personal de las Fuerzas Armadas Iraquíes e Irán, y culminaron en la embajada de Estados Unidos en Bagdad siendo atacado por milicianos iraquíes y sus partidarios el 31 de diciembre de 2019. Esto a su vez condujo a Estados Unidos al ataque aéreo cerca del aeropuerto internacional de Bagdad el 3 de enero de 2020, matando al general iraní Qasem Soleimani y al comandante de la milicia iraquí Abu Mahdi al-Muhandis.

## Antecedentes
Las tensiones aumentaron entre Irán y Estados Unidos en 2018 cuando el presidente estadounidense Donald Trump, se retiró unilateralmente del acuerdo nuclear de 2015 y volvió a imponer sanciones. [1]
El 27 de diciembre de 2019, la Base Aérea K-1 en la provincia de Kirkuk, Irak, una de las muchas bases militares iraquíes que albergan al personal de la coalición Operación Resolución Inherente, fue atacada por más de 30 cohetes, matando a un contratista civil estadounidense e hiriendo a cuatro miembros del servicio estadounidense y a dos miembros del personal de las fuerzas de seguridad iraquíes. Estados Unidos culpó a la milicia Kataeb Hezbolá respaldada por Irán por el ataque.
Un alto funcionario estadounidense dijo que hubo una "campaña" de 11 ataques contra bases iraquíes que hospedaban al personal de OIR en los dos meses anteriores al incidente del 27 de diciembre, muchos de los cuales los Estados Unidos atribuyeron a Kata'ib Hezbollah.